# Вільгельм Кон
Вільгельм Кон (нім. Wilhelm Cohn; 6 лютого 1859, Берлін — 17 серпня 1913, Шарлоттенбург) — німецький шахіст.
Призер міжнародного турніру в Кельні (1898) — 2-4-е місця (разом з Рудольфом Харузеком і Михайлом Чигоріним, попереду Вільгельма Стейніца, Карла Шлехтера, Давида Яновського та інших). Успішно виступав на міжнародних турнірах у Мюнхені (1900) — 6-е й Бармені (1905, турнір «Б») — 3-є місця. У 1908 році переміг у турнірі в Берліні (2-е місце — Бернхард Грегорі).